# Pablo Neruda
Pablo Neruda (12 tháng 7 năm 1904 - 23 tháng 9 năm 1973) là bút danh của Neftali Ricardo Reyes y Basoalto, nhà thơ Chile đoạt giải Nobel Văn học năm 1971.

## Tiểu sử
Pablo Neruda sinh tại thị trấn Parral, miền trung Chile. Ông học tiếng Pháp và giáo dục học, rồi dạy tiếng Pháp, làm nhà ngoại giao, đi rất nhiều nơi trên thế giới; là một trong những nhân vật quan trọng trong chính quyền Chile và là đảng viên Đảng Cộng sản Chile. Năm 1927 ông làm lãnh sự Chile ở Burma (nay là Myanmar), năm 1932 ở Argentina, năm 1934 ở Tây Ban Nha. Năm 1945 được bầu vào Thượng nghị viện, nhưng mấy năm sau bị buộc tội phản quốc và phải trốn sang México vì đã công khai phê phán chính phủ đương nhiệm. Năm 1970 ông về nước ra tranh cử tổng thống, là bạn và người ủng hộ nhiệt thành của tổng thống Salvador Allende.
Pablo Neruda bắt đầu sự nghiệp văn chương từ rất sớm; hai mươi tuổi ông xuất bản tập thơ Viente poemas de amor y una canciún desesperada (Hai mươi bài thơ tình và một bài thơ tuyệt vọng), tập thơ bán chạy nhất ở Chile, làm cho ông trở thành một trong những nhà thơ trẻ nổi danh nhất ở Mỹ Latinh. Tập thơ Canto general (Bài ca chung), gồm 340 bài thơ, được coi là kiệt tác đỉnh cao trong sự nghiệp sáng tác của ông. Neruda đã đi từ trường phái biểu tượng sang siêu thực và cuối cùng trở thành hiện thực.
Là một nhà thơ nhập cuộc, nhà thơ chiến đấu, ảnh hưởng của thơ ông đối với các dân tộc nói tiếng Tây Ban Nha là rất lớn. Năm 1971 ông được trao giải Nobel vì những lời thơ phản kháng vang khắp thế giới, có một trí tưởng tượng mãnh liệt và chất trữ tình tế nhị. Neruda là nhà nghệ sĩ cách mạng đấu tranh cho phong trào giải phóng dân tộc ở Mỹ Latinh và hòa bình thế giới, là tác giả của những kiệt tác thơ tình cuồng nhiệt, những áng thơ triết lý sâu sắc và của cả những bản tụng ca những điều giản dị, đời thường. Ông được coi là một trong những nhà thơ hàng đầu của thế kỉ 20. Thơ ông được dịch nhiều và được yêu thích ở Việt Nam. Neruda mất tại thủ đô Santiago.

## Tác phẩm

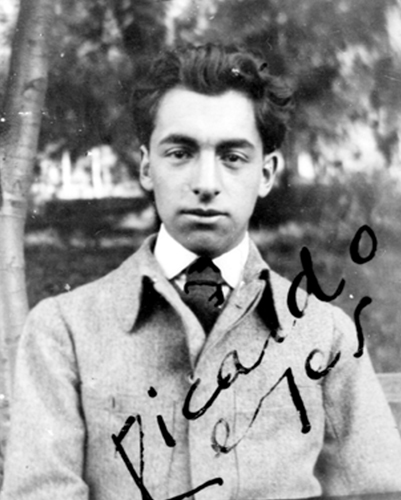
Neruda thời trẻ

- La cancion de la fiesta (Bài ca ngày hội, 1921), thơ
- Crepusculario (Hoàng hôn, 1923), thơ
- Viente poemas de amor y una canciún desesperada (Hai mươi bài thơ tình và một bài thơ tuyệt vọng, 1924), thơ
- Tentativa del hombre in finito (Sự mạo hiểm của con người bất tử, 1926), thơ
- Residencia en la tierra (Trú ngụ trên trái đất, tập 1, 1933, tập 2, 1935), thơ
- Espana en el corazon (Tây Ban Nha trong tim, 1937), thơ
- Canto Stalingrado (Bài ca Stalingrad, 1942), thơ
- Canto general de Chile (Bài ca chung của Chile, 1939), chùm thơ sử thi
- Canto general (Bài ca chung, 1950), thơ
- La uvas y el viento (Chùm nho và những ngọn gió, 1954), thơ
- Odas elementales (Bài ca khởi thủy, 1954_1959), thơ, 3 tập
- Canción de gesta (Bài ca chiến công, 1960), thơ
- Navegaciones y regresos (Đi biển và trở về, 1959), thơ
- Cien sonetos de amur (Một trăm bài sonnnê tình yêu, 1960), thơ
- Les piedras de Chile (Những viên ngọc Chile, 1960), thơ
- Cantos ceremoniales (Những bài ca nghi lễ, 1961), thơ
- Memorial de Isla Negra (Đài kỉ niệm Đảo Negra, 1964), thơ
- El mar y las campanas (Biển cả và tiếng chuông, 1973), thơ
- El corazon amarillo (Trái tim vàng, 1974), thơ

## Một số bài thơ

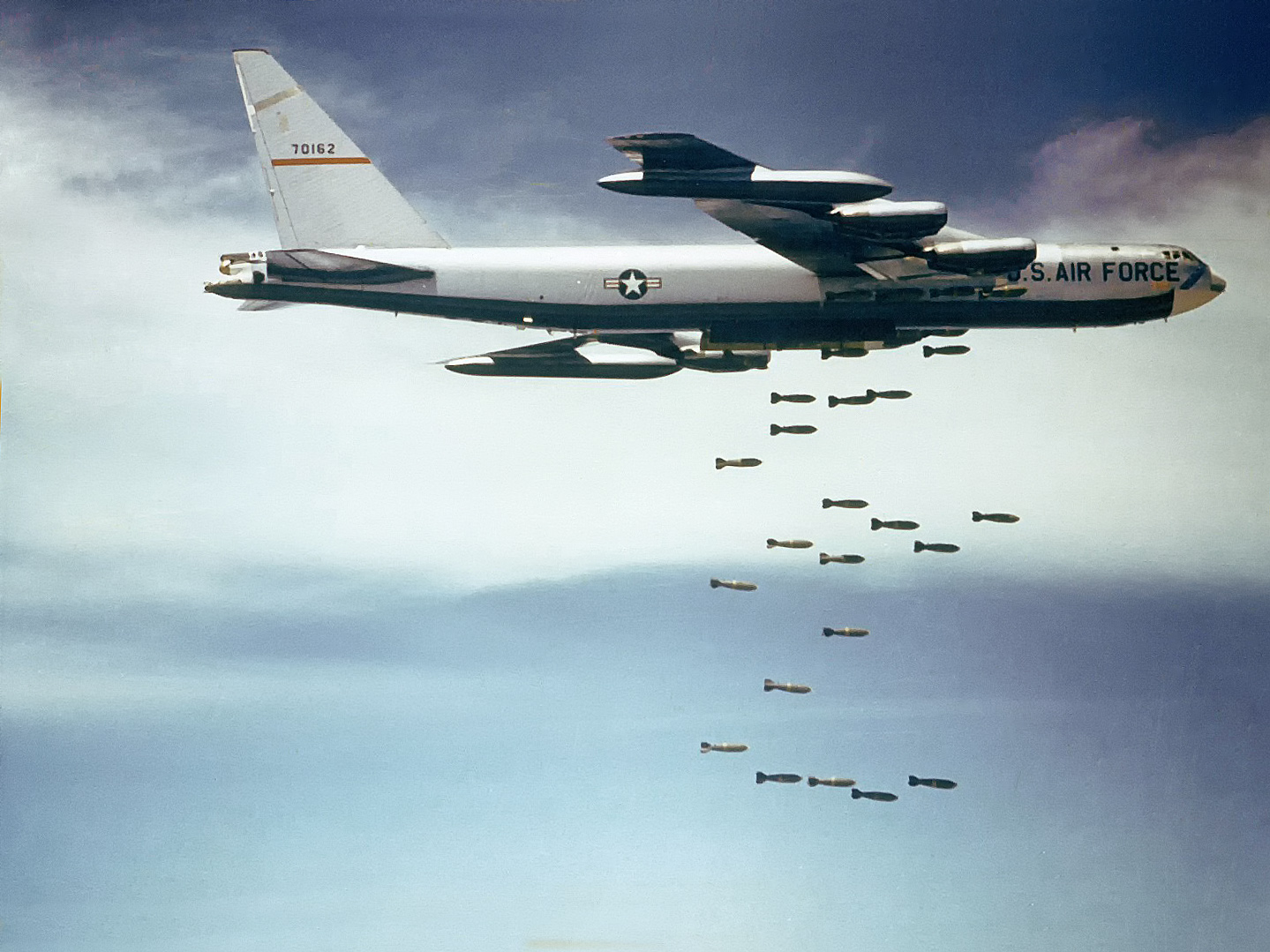
B 52 ném bom

Tốp máy bay F105 ném bom

| En Vietnam ¿ Y quién hizo la guerra? Desde anteayer está sonando. Tengo miedo. Suena como una piedra contra el muro, como un trueno con sangre, como un monte muriendo: es el mundo que yo no hice. Que tú no hiciste. Que hicieron. Quién lo amenaza con dedos terribles? Quién quiere degollarlo? Verdad que parecía estar naciendo ? Y quién lo mata ahora porque nace? Tiene miedo el ciclista el arquitecto Se esconde la mamá con su nino y sus senos, en el barro. Duerme en la cueva esta mamá y de pronto laguerra, viene grande la guerra, viene llena de fuego y ya quedaron muertos, la marde con su leche y con su hijo. Murieron en el barro. Oh dolor, desde entonces hasta ahora hay que estar con el barro hasta las sienes cantando y disparando? Santo Dios! Si te lo hubieran dicho antes de ser, anten de casi ser, sipor lo menos te hubieran susurrado que tus parientes o tus no parientes, hijo de aquella risa del amor, hijo de esperma humana, y de aquella fragancia a nuevo lunes y a camisa fresca tenian que morir tan repentiamente y sin saber jamás de qué se trata! Son los mismos que vienen a matarnos, sí, son los mismos que vendrán a quemarmos, sí, los mismos, los ganancio sos y los jactanciosos los sonrientes que jugaban tanto y que ganaban tanto, ahora por el aire vienen, vendrán, vinieron, a matarnos el mundo. Han dejado una charca de parde, madre e hijo: busquemos en ella, busca tus propios huesos y tu sangre, búscalos en el barro de Vietnam, búscalos entre otros tantos huesos: ahora quemados ya no son de nadie, son de todos, son nuestros huesos, busca tu muerte en esa muerte, porque estan acechandote los mismos y te destinan a ese mismo barro. Farewell 1 DESDE el fondo de ti, y arrodillado, un niño triste, como yo, nos mira. Por esa vida que arderá en sus venas tendrían que amarrarse nuestras vidas. Por esas manos, hijas de tus manos, tendrían que matar las manos mías. Por sus ojos abiertos en la tierra veré en los tuyos lágrimas un día. 2 YO NO lo quiero, Amada. Para que nada nos amarre que no nos una nada. Ni la palabra que aromó tu boca, ni lo que no dijeron las palabras. Ni la fiesta de amor que no tuvimos, ni tus sollozos junto a la ventana. 3 (AMO el amor de los marineros que besan y se van. Dejan una promesa. No vuelven nunca más. En cada puerto una mujer espera: los marineros besan y se van. Una noche se acuestan con la muerte en el lecho del mar. 4 AMO el amor que se reparte en besos, lecho y pan. Amor que puede ser eterno y puede ser fugaz. Amor que quiere libertarse para volver a amar. Amor divinizado que se acerca Amor divinizado que se va.) 5 YA NO se encantarán mis ojos en tus ojos, ya no se endulzará junto a ti mi dolor. Pero hacia donde vaya llevaré tu mirada y hacia donde camines llevarás mi dolor. Fui tuyo, fuiste mía. Qué más? Juntos hicimos un recodo en la ruta donde el amor pasó. Fui tuyo, fuiste mía. Tu serás del que te ame, del que corte en tu huerto lo que he sembrado yo. Yo me voy. Estoy triste: pero siempre estoy triste. Vengo desde tus brazos. No sé hacia dónde voy. ...Desde tu corazón me dice adiós un niño. Y yo le digo adiós. La Reina Yo te he nombrado reina. Hay más altas que tú, más altas. Hay más puras que tú, más puras. Hay más bellas que tú, hay más bellas. Pero tú eres la reina. Cuando vas por las calles nadie te reconoce. Nadie ve tu corona de cristal, nadie mira la alfombra de oro rojo que pisas donde pasas, la alfombra que no existe. Y cuando asomas suenan todos los ríos en mi cuerpo, sacuden el cielo las campanas, y un himno llena el mundo. Sólo tú y yo, sólo tú y yo, amor mío, lo escuchamos. | Ở Việt Nam Ai đã gây nên chiến tranh? Từ ngày hôm kia tôi đã nghe thấy nó. Và tôi sợ. Chiến tranh vang rền tựa như đá ném vào tường như tiếng sấm cùng với máu như đang chết dần cả núi non. Thế giới này tạo ra không phải tôi. Và không phải bạn. Thế giới có từ xưa rồi. Ai đe dọa cuộc đời móng nhọn? Ai kề dao bên cổ cuộc đời? Thế giới này chỉ sinh ra, có phải? Còn ai đi chém giết vì điều này? Người đi xe đạp vô cùng sợ hãi và vị kiến trúc sư. Người mẹ nuôi đứa con thơ trong đất bùn ẩn giấu người mẹ ngủ trong hang còn chiến tranh lan tràn bằng lửa cháy và những người chết ở đấy là người mẹ cùng với đứa con. Họ đã chết trong bùn. Ôi đau thương! và kế từ dạo ấy đến bây giờ họ vẫn sống trong bùn. Họ bắn súng và hát lên. Lạy Chúa tôi! giá mà nói cho bạn biết điều này: trước khi sáng tạo ra thế giới giá mà, dù chỉ là lời nói nhỏ bên tai rằng những người thân yêu nhất của bạn trên đời cần phải chết khổ đau như vậy mà không bao giờ biết được tại vì đâu?! Chính những kẻ giết người này sẽ đến giết tôi và bạn chính những kẻ giết người này sẽ đến đây đốt bạn và tôi những kẻ phiêu lưu mạo hiểm những kẻ hay cười những kẻ huênh hoang, rối rắm chúng sẽ bay đến đây hủy diệt thế giới này. Chúng đã bỏ lại trên đồng máu của mẹ, cha, của những đứa con bạn hãy đi tìm trong đó xương và máu của mình lẫn trong bùn đất của Việt Nam. Bạn hãy tìm giữa đống xương người lạ bị thiêu cháy, bây giờ chẳng của riêng ai của tất cả mọi người của chúng ta – của tôi và bạn bạn hãy đi tìm trong cái chết này cái chết của mình bởi những kẻ giết người rồi sẽ săn lùng bạn mang đến cho bạn cái chết trong bùn. Farewell 1 Từ trong sâu thẳm nhìn vào mắt em Những ước mơ chưa trở thành hiện thực Vì cuộc đời này ta đem hoà nhập Cuộc đời của anh và của em. Vì những bàn tay này, những bàn tay của ta Ta hãy học cách xây và phá bỏ Vì những đôi mắt này em hãy chùi giọt lệ Dù lệ không còn, sẽ đau đớn gấp ba. 2 Những điều này không cần nữa đâu em Mặc cho hai ta không còn giữ gìn Cái sức mạnh từng bắt hai chúng mình làm một. Không phải lời mà em thoáng nghĩ ra Không phải điều mà bằng lời không tả được Không phải cơn bão lòng, thuở trước Không phải bờ mi em run rẩy phút chia xa. 3 Anh thích tình yêu của những người đi biển Gặp gỡ rồi chia xa Họ hứa hẹn sẽ quay về Nhưng họ không về, em có thấy Và bến tàu – như cô gái Vẫn mong rằng họ sẽ về mau Nhưng ngoài biển khơi, nơi con sóng bạc đầu Họ lấy cho mình cái chết. 4 Anh thích tình yêu, nơi hai người sẻ chia Bánh mì và nơi ngủ trọ. Tình yêu cho một thời gian Hay tình yêu muôn thuở. Tình yêu là sự nổi loạn ở trong tim Chứ không phải là con tim tê liệt. Tình yêu, có tình yêu bắt kịp Và có tình yêu không bắt kịp bao giờ. 5 Mắt anh không còn uống đã ánh mắt em Nỗi đau ngày nào trong tim không thành sẹo Nhưng dù ở đâu, anh vẫn thấy mắt em nhìn Và nỗi đau anh vẫn theo em khắp mọi nẻo. Em đã từng của anh. Anh đã từng của em Nghĩa là ta đã từng sống trong tình. Anh đã từng của em. Em đã từng của anh Khi em yêu người khác. Kẻ đó là người tình. Anh từ giã buồn đau. Nhưng muôn đời đau khổ Từ nơi gặp gỡ của chúng mình anh chẳng biết sẽ về đâu? Vĩnh biệt! Một giọng nói thủ thỉ trong tim Và anh cũng nhủ lòng: vĩnh biệt! Nữ hoàng Anh gọi em là nữ hoàng Thực ra là cao hơn em, cao hơn Thực ra là thanh sạch hơn, sạch hơn Thực ra là đẹp hơn em, đẹp hơn. Nhưng nữ hoàng là em. Khi em đi trên đường phố Ai cũng ngước mắt nhìn Không thấy vương miện pha lê trong Và thảm bằng vàng tấm Nhưng nơi em đặt bàn chân đến Thảm ấy không cần. Em cứ ngỡ rằng Trong người anh Mọi con sông trên đời đang hát Và trên trời tiếng chuông gióng lên Một bài ca bay trên mặt đất. Nhưng chỉ em và anh Chỉ anh và em, hai đứa Có thể nghe ra bài hát này. Bản dịch của Nguyễn Viết Thắng |